# Doris Bethe
Doris Bethe, verheiratete Oberbeck (* 18. September 1933 in Frankfurt am Main; † 9. Januar 2024 in Neuwied), war eine deutsche Turnsportlerin.

## Leben
Doris Oberbeck war die Tochter des Physiologen Albrecht Bethe aus zweiter Ehe und Halbschwester des Physik-Nobelpreisträgers Hans Bethe.
Bethe startete für den TSV Sachsenhausen 1857, war 1953 Deutsche Turnfestsiegerin im Achtkampf und nahm an den Turn-Weltmeisterschaften 1954 in Rom teil, wo sie in der Einzelwertung Platz 48 belegte. Sie heiratete den Leichtathleten und späteren Zehnkampf-Bundestrainer Heinz Oberbeck. Sie absolvierte ein Studium zur Diplom-Sportlehrerin an der Deutschen Sporthochschule Köln und wohnte ab 1964 in Neuwied/Rhein. Oberbeck hatte aus der Ehe mit Heinz Oberbeck zwei Töchter und einen Sohn.

## Schriften
- Die gymnastischen Gruppenübungen in internationalen Wettkämpfen der Frauen [Olympische Spiele u. Weltmeisterschaften im Turnen]. Diplomarbeit Deutsche Sporthochschule, Köln, Wintersemester 1955/56, 1956. 38 Blatt.